# Drachenlanze (Hörspiel)
Drachenlanze ist eine Hörspielreihe, basierend auf den Romanreihen Die Chroniken der Drachenlanze und Die Legenden der Drachenlanze der US-amerikanischen Autoren Margaret Weis und Tracy Hickman. Sie handelt vom Kampf „Gut gegen Böse“ in der Welt mittelalterlich gestalteten Welt Krynn, in welche die Drachen wieder zurückkehrten. Die Reihe wurde von der Firma Holysoft unter der Führung von David Holy zwischen 2011 und 2017 produziert. Es handelt sich hier um eine originalgetreue Umsetzung der Bücher ohne große Abweichungen.

## Sprecher
Hauptfiguren:
| Rolle              | Schauspieler         |
| ------------------ | -------------------- |
| Tanis, der Halbelf | Dirk Hardegen        |
| Raistlin Majere    | Frank Schröder       |
| Caramon Majere     | Torsten Michaelis    |
| Tika Waylan        | Maren Rainer         |
| Tolpan, der Kender | Hannes Maurer        |
| Flint Feuerschmied | Manfred Erdmann      |
| Fizban / Paladin   | Frank-Otto Schenk    |
| Goldmond           | Julia Haacke         |
| Flußwind           | Tobias Kluckert      |
| Sturm Feuerklinge  | Raimund Krone        |
| Laurana            | Gabrielle Pietermann |
| Erzähler           | Gerald Paradies      |
| Kitiara            | Daniela Hoffmann     |
| Crysania           | Dascha Lehmann       |
| Fürst Soth         | Martin Keßler        |

Nebenfiguren:
| Rolle             | Schauspieler       |
| ----------------- | ------------------ |
| Gilthanas         | Peter Flechtner    |
| Lord Verminat     | Lutz Riedel        |
| Dalamar           | Wolfgang Bahro     |
| Derek             | Frank Glaubrecht   |
| Silvara           | Yara Blümel        |
| Portios           | Ingo Albrecht      |
| Theros Eisenfeld  | Olaf Baden         |
| Takhisis          | Almut Eggert       |
| Alhana            | Martina Treger     |
| Fürst Gunter      | Volker Brandt      |
| Amothud           | David Nathan       |
| Elistan           | Christian Rode     |
| Raistlin (Kind)   | Claudia Schmidt    |
| Stimme der Sonnen | Claus Fuchs        |
| Goblin Toede      | Sven Matthias      |
| Gnosch            | Santiago Ziesmer   |
| Bakaris           | Gerrit Schmidt-Foß |
| Fürst Michael     | Udo Schenk         |
| Maquesta          | Regina Lemnitz     |
| Fürst Alfred      | Tom Deininger      |
| Denubis           | Norbert Gastell    |

## Hörspiele
Die Chronik der Drachenlanze
- Folge 01: Drachenzwielicht, Laufzeit: 147 Minuten, ISBN 978-3-941899-55-1.
- Folge 02: Drachenjäger, Laufzeit: 142 Minuten, ISBN 978-3-941899-56-8.
- Folge 03: Drachenwinter, Laufzeit: 246 Minuten, ISBN 978-3-941899-57-5.
- Folge 04: Drachenzauber, Laufzeit: 138 Minuten, ISBN 978-3-941899-58-2.
- Folge 05: Drachenkrieg, Laufzeit: 222 Minuten, ISBN 978-3-941899-59-9.
- Folge 06: Drachendämmerung, Laufzeit: 192 Minuten, ISBN 978-3-941899-60-5.

Die Legenden der Drachenlanze
- Folge 07: Die Brüder, ISBN 978-3-941899-61-2.
- Folge 08: Die Stadt der Götter, ISBN 978-3-941899-62-9.
- Folge 09: Der Krieg der Brüder, ISBN 978-3-941899-63-6.
- Folge 10: Die Königin der Finsternis, ISBN 978-3-941899-64-3.
- Folge 11: Der Hammer der Götter, ISBN 978-3-941899-65-0.
- Folge 12: Caramons Rückkehr, ISBN 978-3-941899-66-7.